# Robert Hertz
Robert Hertz   (Saint-Cloud, 22 de juny de 1881 - Marchéville, 13 d'abril de 1915) va ser un sociòleg francès, la vida del qual va ser tràgicament truncada quan va ser mort en la Primera Guerra Mundial.

## Biografia
Hertz va ser un estudiant en la École Normale Supérieure, de la qual es va graduar en filosofia el 1904. Després d'un curt període d'estudi a Anglaterra, al Museu Britànic, va tornar a França, on va començar un treball doctoral amb Émile Durkheim i Marcel Mauss. La seva especialitat va ser la sociologia de la religió. Essent un important membre de l'equip de L'Année sociologique, va ser conegut pel seu escrit La Représentation collective de la mort que va influenciar posteriorment a Edward Evan Evans-Pritchard i que és considerat com un precursor de l'estructuralisme de Claude Lévi-Strauss. La seva dissertació doctoral incompleta es va titular Le Péché et l'expiation dans les sociétés primitives. Les seccions del la seva dissertació, juntament amb els seus articles per a L'Année sociologique i la correspondència que va sostenir amb la seva esposa, han estat publicats.